# Sultanato de Isaac
El Sultanato de Isaaq (en somalí: Saldanadda Isaaq, Wadaad: سَلْدَنَدْدَ إساقْ‎, en árabe: السلطنة الإسحاقية‎) fue un reino somalí que gobernó partes del Cuerno de África durante los siglos XVIII y XIX. Se extendía por los territorios del clan Isaac en la actual Somalilandia y Etiopía. El sultanato fue gobernado por la rama Rer Guled del clan Garhajis y es el predecesor precolonial de la moderna República de Somalilandia.

## Historia

### Orígenes
Según la tradición oral, antes de la dinastía Guled, la familia del clan Isaac estaba gobernada por una dinastía de la rama Tolje'lo a partir de descendientes de Ahmed, apodado Tol Je'lo, el hijo mayor de la esposa Harari del jeque Ishaaq. Hubo ocho gobernantes Tolje'lo en total, comenzando con Boqor Harun (en somalí: Boqor Haaruun) que gobernó durante siglos a partir del siglo XIII. El último gobernante tolje'lo, Garad Dhuh Barar (en somalí: Dhuux Baraar) fue derrocado por una coalición de clanes Isaac. El otrora fuerte clan Tolje'lo se dispersó y se refugió entre los Habr Awal con quienes todavía viven en su mayoría.

### Establecimiento
La moderna dinastía Guled del Sultanato Isaac fue establecida a mediados del siglo XVIII por el sultán Guled de la línea Eidagale del clan Garhajis. Su coronación tuvo lugar después de la victoriosa batalla de Lafaruug en 1749 en la que su padre, un mullah religioso, el jefe Abdi, el jefe Eisa, dirigió con éxito a los Isaac en la batalla y derrotó a las tribus Absame cerca de Berbera, donde un siglo antes se expandió el clan Isaac. Después de presenciar su liderazgo y coraje, los jefes de Isaac reconocieron a su padre Abdi, quien rechazó el puesto y relegó el título a su hijo menor de edad, Guled, mientras el padre actuaba como regente hasta que el hijo cumpliera la mayoría de edad. Guled fue coronado como el primer sultán del clan Isaac en julio de 1750. El sultán Guled gobernó así a Isaac hasta su muerte en 1839, donde fue sucedido por su hijo mayor, Farah, hermano completo de Yuusuf y Du'ale, todos de la cuarta esposa de Guled, Ambaro Me'ad Gadid.

### Conflicto europeo temprano

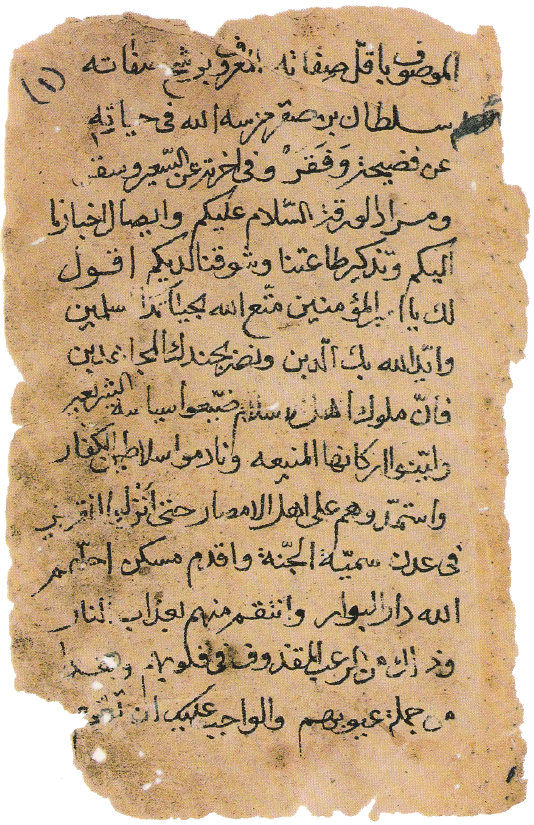
Parte del mensaje del sultán Farah Guled al sultán Saqr en la década de 1820

Con la nueva incursión europea en el Golfo de Adén y el Cuerno de África, el contacto entre somalíes y europeos en suelo africano se volvería a producir por primera vez desde la guerra entre Etiopía y Adal. Cuando un barco británico llamado Mary Anne intentó atracar en el puerto de Berbera en 1825, fue atacado y varios miembros de la tripulación fueron masacrados por el Habr Awal. En respuesta, la Royal Navy impuso un bloqueo y algunos relatos narran un bombardeo de la ciudad. En 1827, dos años más tarde, llegaron los británicos y les hicieron una oferta para aliviar el bloqueo que había detenido el lucrativo comercio de Berbera a cambio de una indemnización. Tras esta sugerencia inicial estallaría la Batalla de Berbera de 1827. Después de la derrota de Isaac, los líderes del Sultanato de Isaac debían pagar 15.000 dólares españoles por la destrucción del barco y la pérdida de vidas. En la década de 1820, el Sultán Farah Sultan Guled del Sultanato de Isaac escribió una carta al Sultán bin Saqr Al Qasimi de Ras Al Khaimah solicitando asistencia militar y una guerra religiosa conjunta contra los británicos. Esto no se materializaría ya que el sultán Saqr quedó incapacitado por la campaña del Golfo Pérsico de 1819 y no pudo enviar ayuda a Berbera. Además de su bastión en el Golfo Pérsico y el Golfo de Omán, los Qasimi eran muy activos tanto militar como económicamente en el Golfo de Adén y se les daba el saqueo y el ataque de barcos tan al oeste como Mocha en el Mar Rojo. Tenían numerosos vínculos comerciales con los somalíes, llevando barcos de Ras Al Khaimah y del Golfo Pérsico a asistir regularmente a ferias comerciales en los grandes puertos de Berbera y Zeila y estaban muy familiarizados con el Sultanato de Isaac respectivamente.

### Guerra civil berebera
Uno de los asentamientos más importantes del Sultanato fue la ciudad de Berbera, que era uno de los puertos clave del Golfo de Adén. Las caravanas pasarían por Hargeisa y el sultán cobraría tributos e impuestos a los comerciantes antes de que se les permitiera continuar hacia la costa. Tras un conflicto masivo entre las ramas Ayal Ahmed y Ayal Yunis de Habr Awal sobre quién controlaría Berbera a mediados de la década de 1840, el sultán Farah llevó a ambos subclanes ante una reliquia sagrada de la tumba de Aw Barkhadle. Un artículo que se dice que perteneció a Bilal Ibn Rabah.
Cuando surja alguna cuestión grave que afecte los intereses de la tribu Isaakh en general. En un papel aún cuidadosamente conservado en la tumba, y que lleva el manual de signos de Belat [Bilal], el esclavo de uno [de] los primeros khaleefehs, se hacen nuevos juramentos de amistad y alianzas duraderas... En la temporada de 1846 esta reliquia fue llevada a Berbera a cargo de los Haber Gerhajis, y en ella las tribus rivales de Aial Ahmed y Aial Yunus juraron enterrar toda animosidad y vivir como hermanos.

### Fractura y decadencia

#### Sultanato de Habr Yunis

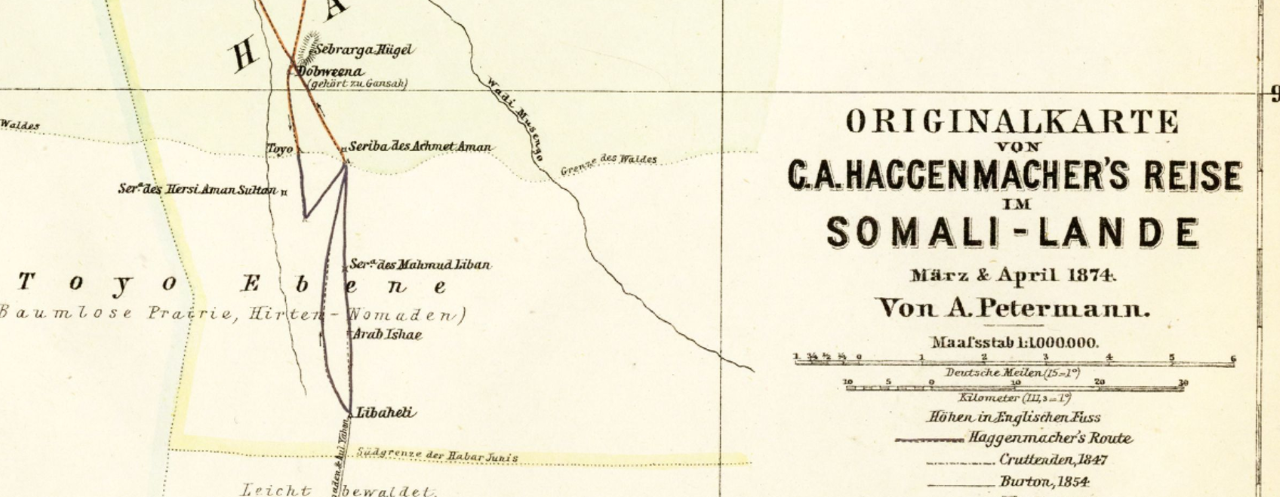
Mapa alemán de 1874 que muestra la ubicación general de Habr Yunis Sultan Hersi Aman

Durante el reinado del sultán Farah Guled, Habr Yunis rompería con su gobierno y formaría el Sultanato de Habr Yunis . El sultán Deria Sugulle habría establecido su propia capital en Wadhan y sus propios impuestos. El sultanato Habr Yunis heredó las rentables rutas comerciales que conducían a las montañas Sheikh y Burao del sultanato de Isaac y alcanzó un pináculo bajo el sultán Hersi Aman antes de verse envuelto en guerras civiles después de que su considerable poder provocara el estallido de una rebelión a finales de la década de 1870.

La división fue notable y el teniente CP Rigby en el año 1848 escribe sobre los dos sultanes y la capital de Isaac en Toon.
La tribu Hubr Gajis y sus diferentes ramas están gobernadas por dos sultanes, llamados Sultán Deriah [Habr Yunis Sultan] y Sultán Farah: la residencia de este último está en Toro.

#### Conflictos internos de Eidagale

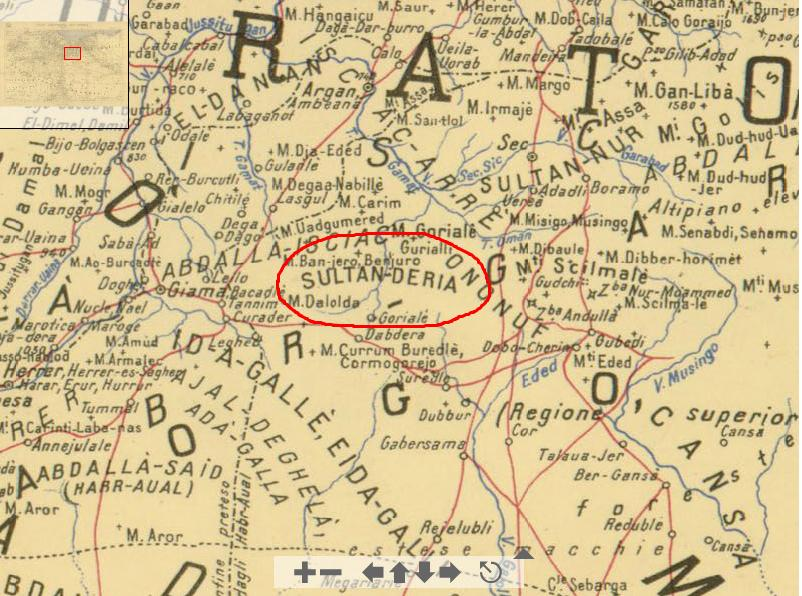
Dominio del sultán Deria en un mapa italiano del Cuerno, 1894

Durante el reinado del último gobernante del Sultanato de Isaac, Deria Hassan, las tensiones fueron altas entre su Rer Guled y otro subclan de Eidagale. El legendario guerrero y poeta Eidagale Hussein Hasan (en somalí: Xuseen Xassan) procedente del Rer Guled se mostró orgulloso y les instó a continuar el conflicto. Frente a él estaba un poeta y guerrero igualmente hábil, Hersi Absiyeh (en somalí: Xirsi Cabsiye), un miembro destacado del Rer Abdi Bari, estrechamente relacionado, que estaba en guerra con el Rer Guled. Convocó al shir o reunión regular de subclanes donde celebraría un consejo y asesoraría sobre las decisiones a tomar a continuación. El sultán Deria dictaminó que el pago de sangre o mag era suficiente para que ambas partes intercambiaran en el shir, perdiendo el Rer Guled seis y Abdi Bari seis también. Hussein Hasan se mostró jactancioso e instó a continuar el conflicto con un gabay entusiasta que rechazó la decisión.
El sultán Deria respondió enviando a Hussein a Berbera y luego reanudando el shir . Absiyeh fue obligado a hacer un juramento solemne de no recitar un gabay tras la decisión del sultán, pero no pudo resistirse, especialmente porque Hussein estaba ausente. Hussein regresó y lamentó haber perdido la ocasión y los otros dos hombres (Deria y Absiyeh) prevalecieron ese día.

### Ocupación egipcia
En 1870, los egipcios ocuparon Hargeisa después de no poder apoderarse de Aussa. Continuaron invadiendo Berbera, Zeila, Sagallo y Bulhar. Ayudaron a reconstruir una economía berebera moribunda y establecieron Berbera como la capital del jedive en el este de África. Aunque no controlaron el norte de Somalilandia por mucho tiempo, construyeron faros, muelles, mejoraron los puertos costeros y promovieron el Islam. En 1883, los egipcios que estaban siendo presionados por los británicos decidieron evacuar las ciudades somalíes y oromo. Durante el dominio egipcio, los somalíes controlaban la ruta comercial Zeila-Harar, y los oromos compartían la ruta comercial Berbera-Harar. El oficial británico Hunters realizó una serie de estudios en la costa de Somalia. Describió a los Habr Awal como un pueblo amistoso que vivía entre Harar y Berbera, y que apoyaban la captura egipcia de muchas ciudades. En 1884, los egipcios y Habr Awal incendiaron varias aldeas de Bursuuk y, en represalia, los Bursuuk atacaron las caravanas de Habr Awal en su camino a Berbera. Durante el período de retirada, el oficial Hunters estuvo más preocupado por Berbera a medida que se difundió el rumor sobre el Mahdiyya de Sudán. Le preocupaba más Berbera que Harar, porque los somalíes Habr Awal habían asesinado al gobernador de Berbera, Abd-Al Rahman Bey. Lo hicieron porque Abd Al Rahman había asesinado a un somalí en un intento de robar una caravana. También temía que los issa somalíes invadieran Berbera, por lo que ordenó que un buque de guerra británico anclara en Berbera para que los británicos pudieran detectar cualquier movimiento somalí en el área. Hunter también escribe que el emir de Zeila, Abu Bakr, posiblemente estaba planeando una invasión de Berbera. Hinter describe a Abu Bakr como un hombre de negocios afar y un emir que tenía una gran influencia sobre los afar y los somalíes. También lo describe como un amo de esclavos y que controlaba el comercio de esclavos en el mar rojo. Hunters describe al gobernador de Berbera como un hombre que estaba dispuesto a asumir cualquier mando, pero que, como todos sus amigos, era matón y grosero. En 1884, los británicos firmaron un acuerdo con Habr Awal que permitió la presencia británica en Berbera durante un tiempo. En octubre de 1884 los egipcios abandonaron Berbera.

### Incorporación a la Somalilandia británica

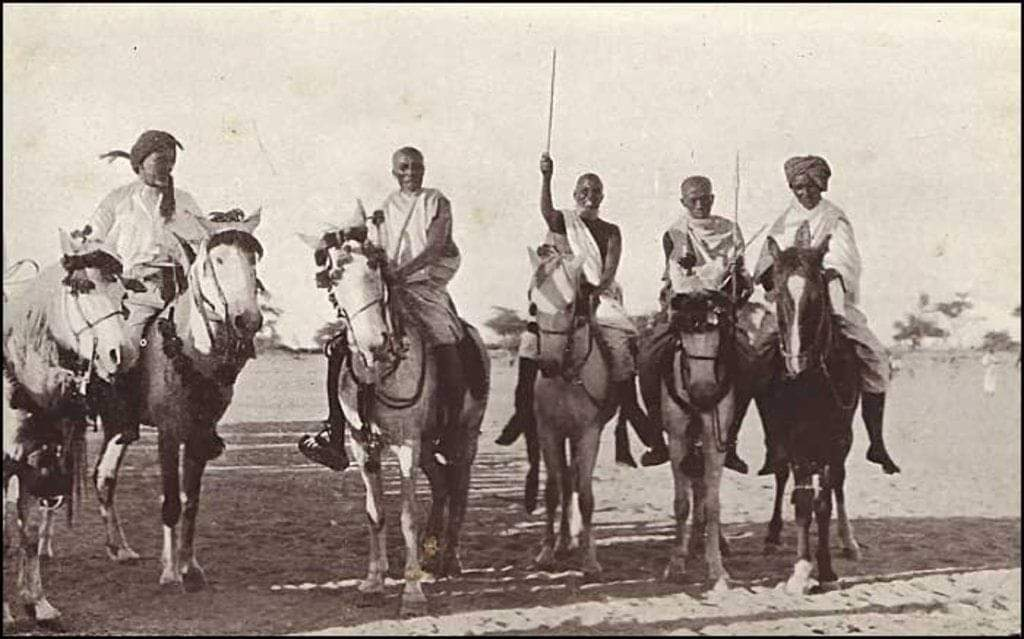
Guerreros eidagale a caballo

A principios de la década de 1880, el Sultanato de Isaac se había reducido a la confederación Ciidangale y quedaban los subclanes Eidagale, Arap e Ishaaq Arreh de los Habr Yunis. En 1884-1886, los británicos firmaron tratados con los subclanes costeros y aún no habían penetrado el interior de manera significativa. El sultán Deria Hassan siguió siendo el señor de facto de Hargeisa y sus alrededores. Trabajando en conjunto con Mohammed Abdullah Hassan y el Movimiento Derviche, intercambió cartas con Hassan en el primer año de la fundación del movimiento e incitó a una insurrección en Hargeisa en 1900.

#### Revuelta Arap
Los Arap no pudieron romper con la tutela de Eidagale y decidieron levantarse y cambiar esta situación. Liderados por su famoso guerrero y poeta Farah Nur, los Arap lo coronaron como sultán y alzaron las armas contra Eidagale y el sultán Deria Hassan.
Aunque las probabilidades no estaban a su favor, los arap salieron victoriosos en su campaña por la independencia.

## Economía
El Sultanato tenía una economía sólida y el comercio era importante en el puerto principal de Berbera, pero también hacia el este a lo largo de la costa. La feria comercial de Berbera fue el mayor evento comercial del año con decenas de miles de personas llegando a la ciudad.
Berbera celebró una feria anual durante los meses frescos y sin lluvia, entre octubre y abril. Este largo mercado manejaba inmensas cantidades de café, goma arábiga, mirra y otros productos básicos. Estos productos a principios del siglo XIX eran manejados casi exclusivamente por somalíes quienes, dice Salt, tenían "una especie de ley de navegación por la cual excluyen a los barcos árabes de sus puertos y llevan el producto de su país a Adén o Mocha en sus propios países". bajas."
Los comerciantes Eidagale y Habr Yunis mantenían las rutas comerciales del sur hacia la región de Haud y los Habr Awal las del oeste, mientras que los Habr Je'lo mantenían las rutas del este hacia Berbera y su importante comercio de incienso exportando desde Heis, Karin y Ceel Daraad. Las rutas occidental y sur se fusionarían en Hargeisa. Los Isaac eran también los comerciantes somalíes predominantes en los puertos yemeníes de Mukalla, Mocha y Adén. Además, el sultanato producía ghee, mirra, marfil y goma arábiga, que luego se exportarían a Yemen.

## Administración

Un estandarte de Isaac utilizada en sitios religiosos clave derivada de una bandera del Sultanato de Adel

El sultán de Isaac a menudo convocaba shirs o reuniones periódicas en las que los principales ancianos o figuras religiosas le informaban y aconsejaban sobre las decisiones que debía tomar. En el caso del movimiento derviche, el sultán Deria Hassan había decidido no unirse después de recibir consejo del jeque Madar. Abordó las primeras tensiones entre Saad Musa y Eidagale tras el asentamiento del primero en la creciente ciudad de Hargeisa a finales del siglo XIX.
El sultán también sería responsable de organizar los derechos de pastoreo y, a finales del siglo XIX, nuevos espacios agrícolas.  La asignación de recursos y su uso sostenible también era un asunto que preocupaba a los sultanes y era crucial en una región árida. En la década de 1870 hubo una famosa reunión entre Sheikh Madar y el sultán Deria en la que se proclamó que se prohibiría la caza y la tala de árboles en las cercanías de Hargeisa.
Se traerían las reliquias sagradas de Aw Barkhadle y los Isaac harían juramento sobre ellas en presencia del sultán cada vez que estallara un feroz combate interno. Aparte del principal sultán de Isaac, había numerosos Akils, Garaads y sultanes subordinados junto con las autoridades religiosas que constituyeron el Sultanato antes de que algunos declararan su propia independencia o simplemente rompieran con su autoridad.

## Gobernantes
El Sultanato de Isaac tiene diez gobernantes en total, cinco antes de la creación de la Somalilandia británica en 1884, además de cinco después. Históricamente, los sultanes serían elegidos por un comité de varios miembros importantes de los distintos clanes Isaac. Los sultanes generalmente eran enterrados en Toon, al sur de Hargeisa, que era un sitio importante y la capital del Sultanato durante el gobierno de Farah Guled.

## Legado
Entre los Isaac, la institución tradicional y el liderazgo del clan sobrevivieron desde el período de la Somalilandia británica hasta la actualidad. Los Sultanes Rer Guled, aunque ya no gobiernan un vasto territorio y tienen subclanes Isaac separados que tienen sus propios sultanes, todavía disfrutan del estatus de primus inter pares y conservan el título de Suldaanka Guud ee Beesha Isaaq (Gran Sultán de los Isaac). El sultán Deria Hassan continuó en su cargo hasta su muerte en 1939, con su hijo el sultán Abdillahi Deria fuertemente involucrado en el movimiento de independencia de la Somalilandia británica. El sultán Rashid Abdillahi representó a Somalia en la conferencia parlamentaria mundial de 1967.
Con el colapso de la República de Somalia y la posterior guerra de independencia de Somalilandia en los años 80 y 90, el sultán Mahamed Abdiqadir estaría muy involucrado en el proceso de paz y reconciliación de la renacida Somalilandia. Con la independencia de Somalilandia en 1991, los sultanes Isaac asumieron el título de Gran Sultán de Somalilandia (Suldaanka Guud ee Soomaaliland).